# العبادلة الأربعة

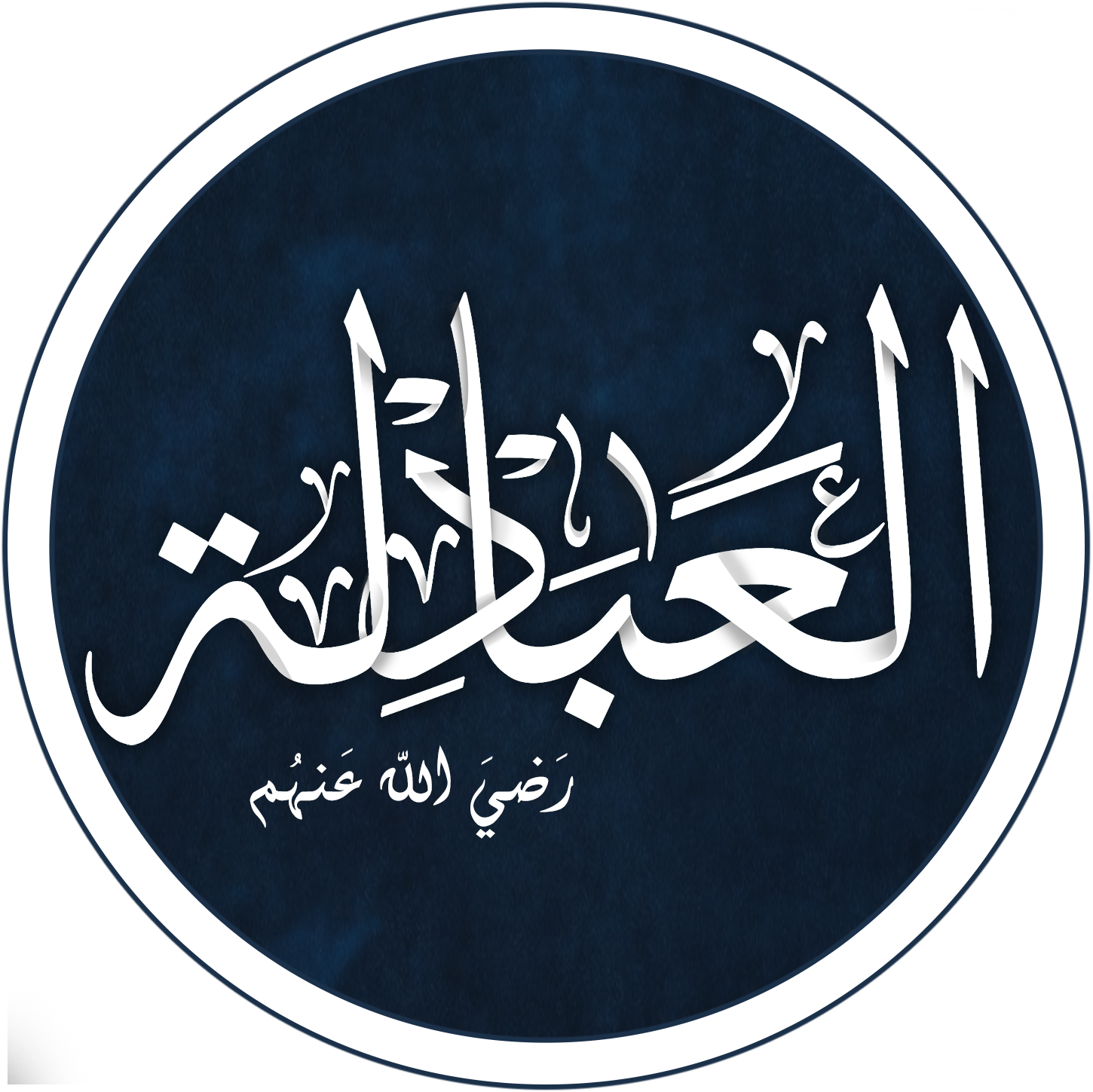
تخطيط اسم العبادلة رضي الله عنهم

العبادلة هو لقب أطلق على أربعة من الصحابة، وهم: عبد الله بن عمر وعبد الله بن عباس وعبد الله بن الزبير وعبد الله بن عمرو بن العاص، هكذا ذكرهم أهل الحديث وغيرهم من العلماء.
قيل لأحمد بن حنبل: فابن مسعود؟ قال: ليس هو من العبادلة، وقال الحافظ البيهقي: سببه أن ابن مسعود تقدمت وفاتهُ وهؤلاء عاشوا حتى احتيج إلى علمهم، فإذا اتفقوا على شيء قيل: هذا قول العبادلة، أو فعلهم، أو مذهبهم. ولفظ العبادلة يطلق على هؤلاء الأربعة لأنهم من صغار الصحابة جمعوا علمًا واسعًا، وكان مدار العلم والفتيا والرواية عنهم لتأخر وفاتهم.

## السمة التي تجمع العبادلة
لم يكن إطلاق هذا اللقب عليهم لمجرد كون أسمائهم: «عبد الله» فعدد الصحابة الذين سموا بعبد الله كثير، ومع ذلك فقد خُصَّ هؤلاء الأربعة بإطلاق هذا اللقب عليهم، والسبب في ذلك أنهم كانوا صغارا في حياة النبي ﷺ فأخذوا العلم وطالت بهم الحياة حتى أخذ منهم العلم خلق كثير، فكانت هذه سمتهم البارزة، قال البيهقي عنهم: «عاشوا حتى احتيج إلى علمهم، فكانوا إذا اجتمعوا على شيء قيل: هذا قول العبادلة».

## العبادلة الأربعة وعبد الله بن مسعود
عبد الله بن مسعود أحد الصحابة المعروفين بالعلم، ومع ذلك فهو ليس من العبادلة الأربعة، وقد سئل الإمام أحمد عن ابن مسعود فقال: «لا، ليس من العبادلة».
وقد عدَّه بعض العلماء من العبادلة الأربعة عوضًا عن عبد الله بن عمرو بن العاص، قال حمد الجكني الشنقيطي: "وجعل بعضهم مكان ابن عمرو بن العاص ابنَ مسعود، وهو غير صحيح، وبعضهم زاد عليهم، وبعضهم نقص منهم، وإلى هذا أشار العراقي؛ فقال بعد قوله: